# علم الطاقة البيئي
علم الطاقة البيئي Ecological energetics هو الدراسة الكمية لتدفق الطاقة عبر الأنظمة البيئية. وهو يهدف إلى كشف النقاب عن المبادئ التي تصف ميل تدفقات الطاقة تلك عبر المستويات الغذائية أو مستويات «الاستفادة من الطاقة» بالشبكات البيئية. في بيئة الأنظمة، يتم اعتبار مبادئ تدفقات طاقة الأنظمة البيئية أو «قوانين الأنظمة البيئية» (أي مبادئ علم الطاقة البيئي) مماثلة بشكل رسمي لمبادئ علم الطاقة.

## معلومات تاريخية
يبدو أن علم الطاقة البيئي قد تطور من عصر النهضة واهتمامات الفيزيوقراطيين. وقد ظهر في أعمال سيرجي بودولينسكي في بدايات القرن التاسع عشر، ثم تطور بعد ذلك على يد عالم البيئة السوفيتي فلاديمير ستانشينسكي والنمساوي الأمريكي ألفريد جيه لوتكا وعالمي المياه الأمريكيين رايموند ليندمان وجي إيفيلين هاتشينسون. وقد خضع لتطوير جوهري على يد هوارد تي أودوم، وتم تطبيقه على يد علماء بيئة الأنظمة وعلماء علم البيئة الإشعاعي.